# 朱夏
朱夏（1920年9月10日—1990年11月25日），生于上海，籍贯浙江嘉兴，中国石油地质学家。

## 生平
1940年毕业于中央大学地质系。1947～1949年赴瑞士联邦理工高校(E.T.H)地质研究所攻读构造地质学。1980年当选为中国科学院学部委员(院士)。曾任地质矿产部上海海洋地质调查局高级工程师。1982年获国家自然科学奖一等奖。